# Bundi (huyện)
Huyện Bundi là một huyện thuộc bang Rajasthan, Ấn Độ. Thủ phủ huyện Bundi đóng ở Bundi. Huyện Bundi có diện tích 5550 ki lô mét vuông. Đến thời điểm năm 2001, huyện Bundi có dân số 961269 người.